# Tricyphona brevifurcata
Tricyphona (Tricyphona) brevifurcata là một loài ruồi trong họ Pediciidae. Loài này phân bố ở het Palearctisch en Nearctisch gebied.